# Brooke White
Brooke Elizabeth White, född 2 juni 1983 i Phoenix, Arizona och uppvuxen i Mesa i samma delstat, är en amerikansk singer-songwriter inom genrena indiepop och folkpop. Hon kom femma i den sjunde säsongen av American Idol (2008). 2005 gav hon ut sitt första studioalbum vid namn Songs from the Attic.